# Rumore marrone
In ambito scientifico il rumore marrone, detto anche rumore rosso o rumore browniano, è il rumore prodotto dal moto browniano da cui deriva anche il nome alternativo di rumore da passeggiata aleatoria (random walk).  Contrariamente a quanto si pensa, il termine marrone associato a rumore non deriva dal corrispondente termine inglese brown ma piuttosto dal nome del botanico inglese Robert Brown, scopritore del moto browniano.
Esiste anche un suono inverso al rumore marrone, che prende il nome di rumore viola.

## Spiegazione

Lo spettro del rumore marrone

La rappresentazione grafica del segnale sonoro riproduce il modello browniano. La sua densità spettrale è inversamente proporzionale a f², il che significa che l'energia del rumore marrone è maggiore alle basse frequenze, anche più del rumore rosa, e diminuisce di 6 dB per ottava (20 dB per decade). All'udito si presenta ovattato a differenza del rumore bianco e di quello rosa: il suono basso somiglia a quello di una cascata o della pioggia battente. Uno spettro diametralmente opposto al rumore marrone è quello del rumore viola che aumenta di 6 dB per ottava.
Lo spettro di potenza del rumore marrone è dato da
{\displaystyle S(\omega )={\frac {S_{0}}{\omega ^{2}}}}.